# Exame vestibular
Exame vestibular (ou simplesmente vestibular ) designa o processo de seleção de novos estudantes empregado pelas universidades brasileiras. Também designados de exames de acesso ao equivalente ensino superior em Portugal.
O vestibular caracteriza-se normalmente como uma prova de aferição dos conhecimentos adquiridos no ensino fundamental e ensino médio, sendo o principal meio de acesso ao ensino superior no Brasil. É o mais importante critério de seleção de candidatos, utilizado tanto pelas instituições públicas quanto privadas de ensino superior. Tem maior significado nas instituições públicas, que por sua gratuidade, são geralmente mais procuradas. Como não é caracterizado como concurso público, mesmo quem possui antecedentes criminais pode fazer e entrar para uma universidade. 
Os exames vestibulares mais concorridos são normalmente aqueles que permitem o ingresso nas universidades públicas. Tais exames são aplicados por fundações ou comissões especialmente criadas para tal fim. Há também alguns vestibulares de instituições privadas bastante concorridos.
No Brasil, o Sistema de Seleção Unificada (SiSU), atualmente, é oferecido em mais de 2665 universidades autorizadas pelo MEC.

## História
Um sistema que antecedeu ao vestibular foi o Baccalauréat, criado na França.
No caso do Brasil, o exame vestibular foi criado pela mesma lei que instaurou a Lei Rivadávia (Cury, 2009).
Ao contrário do vestibular — prestado para uma instituição de ensino e curso específicos — o Baccalauréat é um exame prestado por área de conhecimento que provê acesso a qualquer instituição de ensino superior na França.

## Processo de seleção

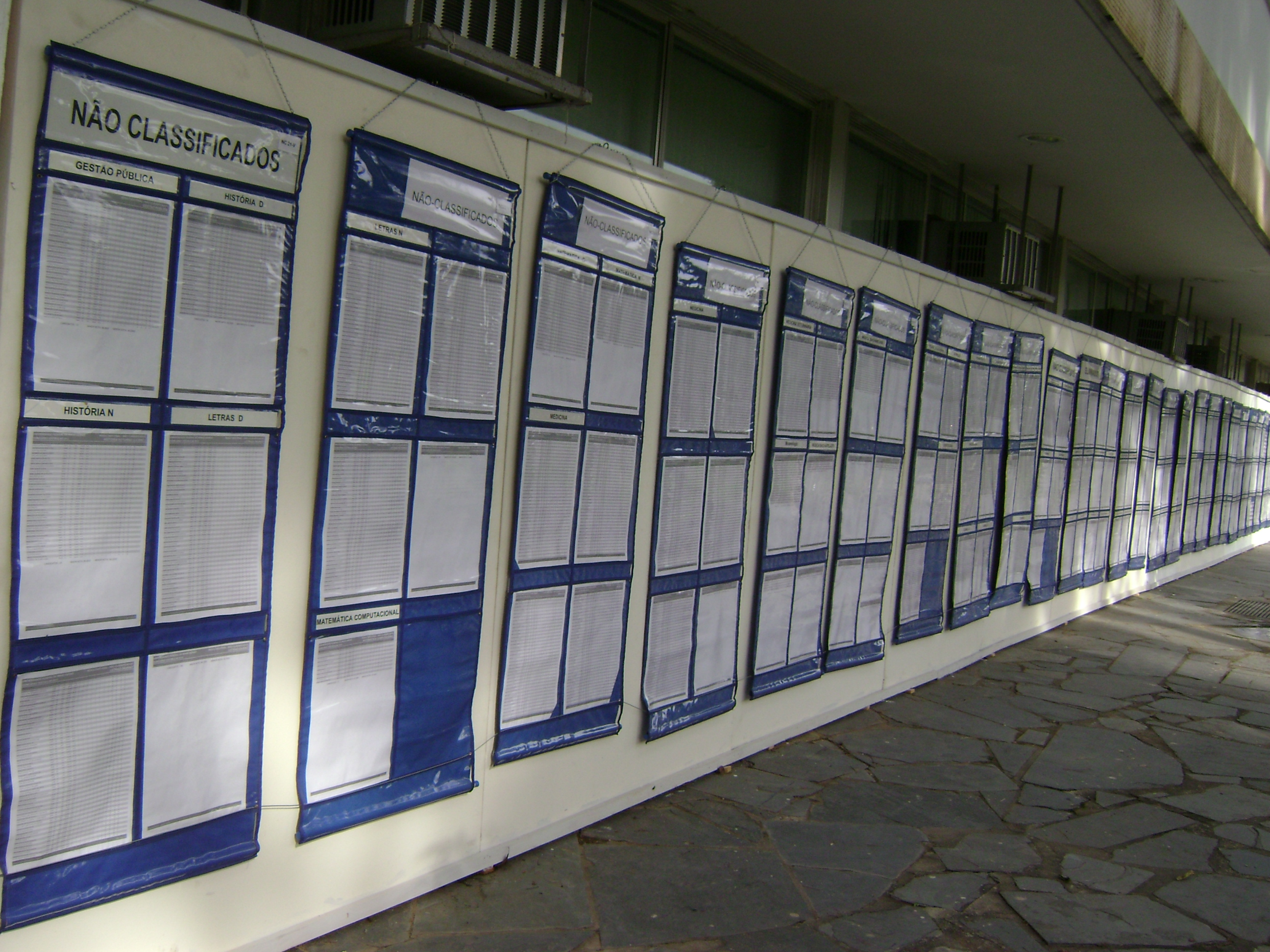
Banners listando as notas dos candidatos ao vestibular 2010 da UFMG, afixados em frente à reitoria.

### Universidades públicas
Os vestibulares para as universidades públicas no Brasil são os mais concorridos dentre aqueles aplicados no país, seja pela oportunidade única do estudo gratuito ou pela reputação de um ensino de qualidade de que gozam estas instituições em relação às privadas.
Sendo o número de vagas limitado nas universidades, estes vestibulares atingem um grau de concorrência elevado, representado pelo número elevado de candidatos por vaga. Essa grande concorrência, somada a elevada carga conteudística das provas, exige que jovens se preparem intensamente durante meses ou anos, tanto em termos acadêmicos quanto psicológicos.
Em 2009, o então Ministro da Educação (Fernando Haddad) apresentou a proposta de unificar o vestibular das universidades federais brasileiras utilizando um novo modelo de prova para o Exame Nacional do Ensino Médio (Enem). O MEC argumenta que o vestibular tradicional desfavorece candidatos que não podem se locomover pelo território. Assim, um jovem que queira prestar medicina e tenha problemas financeiros, dificilmente poderá participar de processos seletivos de diferentes faculdades - e terá suas chances de aprovação diminuídas. Por outro lado, as federais localizadas em estados menores ficam restritas aos candidatos de suas regiões.

### Universidades particulares
Os vestibulares para as universidades particulares no Brasil são muitas vezes pré-conceituados. Principalmente pelo fato de apresentarem menor concorrência que as públicas. Porém, é notável uma evolução no nível das provas nos últimos anos.

### Estrutura da prova
A estrutura das provas varia de acordo com a instituição responsável pela prova e algumas vezes uma mesma instituição utiliza diferentes métodos ao longo dos anos e dependendo do objetivo da prova.
Algumas instituições costumam dividir o exame em duas fases distintas:
- Primeira fase: O candidato deve responder a questões de múltipla escolha, compreendendo as matérias Língua inglesa ou Língua espanhola ou ainda Língua francesa, Língua portuguesa, História, Geografia, Biologia, Física, Matemática e Química dependendo da instituição ter outras opções como Sociologia, Filosofia e até Artes.
- Segunda fase (exige que o candidato tenha se classificado na primeira fase): O candidato deve responder a questões na forma escrita de acordo com a faculdade que ele deseja freqüentar. Por exemplo, um candidato a Engenharia deve atender às provas de Língua portuguesa, Matemática, Física e Química.

Outras permitem que o candidato preste a prova via internet enquanto outras demandam uma maior vigilância sobre o candidato, tendo uma enorme estrutura para a execução da prova para milhares de candidatos em apenas um dia.[carece de fontes?]
Recentemente o governo brasileiro tomou medidas no tocante a incentivar que as notas do Exame Nacional do Ensino Médio fossem levadas em consideração para a colocação do candidato nas provas vestibulares.

## Críticas ao modelo
Uma série de pensadores e movimentos sociais vê no modelo do vestibular uma barreira de acesso ao ensino superior público para as camadas mais populares da sociedade, que não podem pagar para cursar o Ensino Médio em escolas particulares, via de regra de qualidade superior, nem para se preparar em cursos específicos para suas necessidades (conhecidos como "cursinhos pré-vestibular" ou simplesmente "cursinhos"). Há também quem argumente que os exames, da forma como são propostos, avaliam não o verdadeiro conhecimento que deveria ter sido adquirido no Ensino Médio, mas simplesmente informações memorizadas pelo vestibulando com o objetivo único de se ser aprovado nos exames em questão, sem que haja uma compreensão mais profunda dos conteúdos nem o desenvolvimento do raciocínio crítico.
Além disso, existem outros fatores que podem influenciar no rendimento do vestibular, como, por exemplo, o estresse, já que a pressão exercida sobre os candidatos é alta (disputa por uma vaga cobiçada, alguns já tentaram outras vezes e não conseguiram) e alguns acabam caindo diante desse quadro, e também há a variável tempo, pois alguns candidatos sentem dificuldade em terminar a prova dentro dos curtos prazos exigidos.
Especialistas de ensino também criticam o fato de o vestibular praticamente obrigar o sistema de ensino a apenas oferecer o conteúdo curricular que é exigido pelo exame, deixando de tocar em assuntos normalmente ignorados pelos exames.
Dentre as propostas para substituir o Vestibular, a mais conhecida e mais aceita é a utilização das notas obtidas pelo candidato durante os ensinos fundamental e médio.
A opção mais recente é uso das notas do ENEM e a seleção pelo SISU, que rompe com barreiras geográficas, a exemplo os processos de seleção universal usados no mundo, como o Abitur alemão é o Baccalauréat e os testes SAT e American College Testing norte-americanos.
Porém, há também as propostas em que o candidato deve ser livre para se matricular no ensino superior, uma vez que ele também é livre para se matricular no ensino fundamental e médio, como acontece em instituições universitárias de outros países, por exemplo, Universidade da República do Uruguai, universidades belgas e holandesas, como a Katholieke Universiteit Leuven ou a Universidade Técnica de Delft. Nesses países, os cursos universitários oferecem um número ilimitado de vagas e qualidade da educação em geral é alta, pois se considera que o aluno tem que ter mérito para concluir o curso.

## Vantagens do modelo
Há vantagens inegáveis que decorrem da utilização do vestibular em vez de outras formas de seleção (entrevistas, indicações, necessidades econômicas). A principal é a impessoalidade da prova e da correção, coadunada com a existências apenas de raros casos de suspeita de fraudes, normalmente acompanhados de cancelamento de prova (Unicamp, 1997; UFAC, 2005). Garantido o anonimato nas correções, todos os candidatos têm chances iguais de concorrerem às vagas, segundo, é claro, o preparo acadêmico de cada um. O vestibular privilegia a meritocracia, que é a base de qualquer sistema universitário de ponta no mundo.
A meritocracia é criticada pelo argumento de que favoreceria aqueles que tiveram maiores condições (inclusive, econômicas) de se preparar. Entretanto, do ponto de vista da Universidade o que se espera é exatamente alunos bem preparados para tratar toda complexidade e volume de informações tratado dentro dos cursos. Assim se identifica o problema na formação, possivelmente deficiente, fornecida pelo Estado para o ensino básico e secundário.
Outra crítica ao vestibular é o fato de que, como toda medição, a prova não é isenta de ruído. Esse sistema de seleção apresenta falhas, mas tem o objetivo específico de buscar avaliar a capacidade do candidato acompanhar um curso superior. Nesse sentido é um exame igualitário por excelência: não faz distinção entre candidatos e é independente da trajetória pessoal.
A questão de oportunidades é associada a políticas afirmativas como sistemas de cotas sociais, que, por outro lado, são criticadas por deixar em aberto lacunas de formação básica e não tratar de corrigir a infraestrutura (Côrtes 2003).